# Feldbahn auf der Île-Grande
Die Feldbahn auf der Île-Grande war eine mit einer Dampflokomotive betriebene Feldbahn der Granitsteinbrüche auf der Île-Grande nordwestlich von Pleumeur-Bodou im Département Côtes-d’Armor in der Region Bretagne.

## Geschichte

### Steinbrüche
Die Inselgruppe Île-Grande liegt vor der Côte de Granit Rose (deutsch: rosa Granitküste), einem Küstenabschnitt der nördlichen Bretagne zwischen Paimpol und Trébeurden. Dort wurde bereits im Mittelalter Granit abgebaut. Ab 1827 wurde die Ausbeutung bergrechtlich geregelt. Ab 1850 wurden festgelegte Gebiete jeweils für einen Zeitraum von 6 bis 9 Jahren an Bergbaubetreiber vermietet.
Die Firma J. Wetelet et Cie nutzte den Steinbruch von Grand Trou zu Beginn des 20. Jahrhunderts zum Abbau von blauem Granit für behauene Pflastersteine, 
Bordsteinkanten und Steinquader. In der Nähe des Steinbruchs gab es einen Lokschuppen in einem Gebäude, das Usine (Fabrik) genannt wurde. Eine offene Zisterne speicherte das Regenwasser, das zur Speisung ihres Dampfkessels benötigt wurde. Im  Steinbruch Kastell Erek baute das Unternehmen ab 1908 großtechnisch blauen und weißen Granit ab. Dafür setzte es einen auf Normalspurgleisen verfahrbaren Dampfkran ein, um die Feldbahn zu beladen.

### Bau des Kais
Die Firma J. Wetelet et Cie, die die Granitsteinbrüche auf der Île-Grande bei Pleumeur-Bodou betrieb, errichtete 1907 einen 95 Meter langen und 8 Meter breiten Kai im Hafen von Saint-Sauveur, der mit einem über eine Winde von Hand bedienten Kran ausgestattet war. Das Bauprojekt wurde von der Handelskammer mit Zuschüssen des Departements und der Gemeinde durch die Einführung einer Maut finanziert. Ab dieser Zeit gab es daher eine inzwischen zerfallene Zollstation in der Nähe des Hafens. Die Mautstraße verlief etwa 400 Meter entlang des Hafens und entlang einer schönen Schutzmauer.

### Landtransport und Verladung
Die behauenen Pflaster- und Bordsteine wurden mit der Feldbahn oder einem aus dem Ersten Weltkrieg übrig gebliebenen Militärlaster mit Vollgummireifen am Kai angeliefert und auf Flachbodenboote verladen. Dafür wurden am Kai alle großen Steine vom Meeresboden entfernt, damit die Boote bei Niedrigwasser ohne Beschädigungen trockenfallen  konnten. Zum Verladen von 300 bis 400 Tonnen Granit wurden für etwas mehr als vier Stunden etwa 20 Mann benötigt, so dass das Boot bei der nächsten Flut wieder auslaufen konnte. Die Arbeiter stießen die Steine vom Lastwagen oder den Feldbahnloren in den Laderaum des Schiffes, der durch alte Autoreifen vor Beschädigungen geschützt wurde.

### Verschiffung

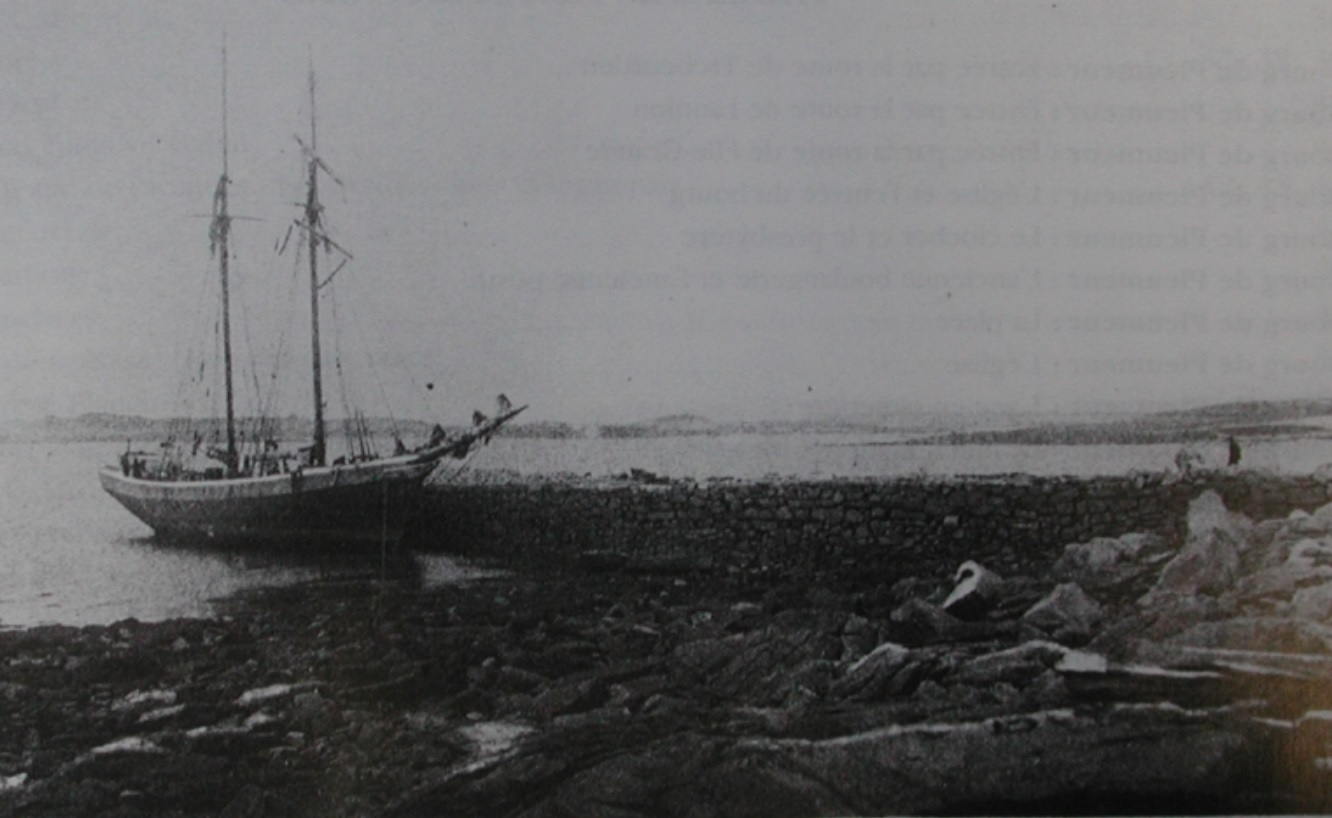
Der Schoner Alcide von Kapitän Cozic

Der abgebaute Granit wurde mit Segelschiffen entlang der Küste des Ärmelkanals und des Atlantiks in die Häfen von Le Havre, Brest, Caen, Rouen, Boulogne, Cherbourg, Antwerpen und vor allem Bordeaux verschifft. In der Belle Epoque wurden unter anderem der Schoner Alcide von Kapitän Cozic, einem ehemaligen Neufundlandfischer sowie der Schoner Louise Anne zum Transport der Steine verwendet. In der Nachkriegszeit wurden die Schiffe La Horaine und La Corogne des Reeders Garnier aus Paimpol eingesetzt.
In den 1930er Jahren sank die Nachfrage nach auf dem Seeweg transportiertem Granit, so dass die Steinbrüche einer nach dem anderen stillgelegt wurden. Der letzte Abbaubetrieb wurde 1989 eingestellt.